# 山口県道235号豊田前東厚保線
山口県道235号豊田前東厚保線（やまぐちけんどう235ごう とよたまえひがしあつせん）は、山口県美祢市を通る一般県道である。

## 概要
美祢市豊田前町保々（ほうほう）から美祢市東厚保町川東に至る。

### 路線データ
- 起点：美祢市豊田前町保々（山口県道65号山陽豊田線交点）
- 終点：美祢市東厚保町川東（山口県道233号美祢菊川線交点）

## 歴史
- 1972年（昭和47年）4月1日 - 山口県告示第262号により認定される。

## 地理

### 通過する自治体
- 美祢市

### 交差する道路
| 交差する道路              | 交差する場所             | 交差する場所 |
| ------------------------- | ------------------------ | ------------ |
| 山口県道65号山陽豊田線    | 豊田前町保々（ほうほう） | 起点         |
| 山口県道336号東厚保大嶺線 | 東厚保町川東             |              |
| 山口県道233号美祢菊川線   | 東厚保町川東             | 終点         |

### 沿線
- セントラルパークゴルフ倶楽部